# Crangonyx hobbsi
Crangonyx hobbsi är en kräftdjursart som beskrevs av Robert Alan Shoemaker 1941. Crangonyx hobbsi ingår i släktet Crangonyx och familjen Crangonyctidae. IUCN kategoriserar arten globalt som sårbar. Inga underarter finns listade i Catalogue of Life.